# Palamedes van Chalon
Palamedes van Chalon (geboren ca. 1540) is de enige bekende bastaardzoon van René van Chalon en een onbekende vrouw. Hij werd op 21 september 1546 door de voogden van Willem van Oranje beleend met een jaarrente van 1500 pond die hem door zijn vader zijn vermaakt. Hij trouwde te Dordrecht met Polyxena, gravin van Mansfeld, dochter van graaf Peter Ernst I van Mansfeld en Margaretha van Brederode. Omdat Palamedes een bastaard was, werd er van dit huwelijk schande gesproken.
In 1566 was Palamedes medeondertekenaar van het Smeekschrift der Edelen dat Hendrik van Brederode, "de grote geus", de oom van Polyxena, in april in Brussel aanbiedt aan de landvoogdes Margaretha van Parma.

## Nageslacht
Uit het huwelijk tussen Palamedes en Polyxena werden de volgende kinderen geboren:
- Hendrik van Chalon (1570–1603). Onder zijn grootvader Peter Ernst van Mansfeld, ridder in de Orde van het Gulden Vlies, werd hij luitenant van een bende van ordonnantie, later plaatsvervangend gouverneur van Virton en St-Mard. Trouwde met Odilia de Heu. Uit dit huwelijk werd Lamoraal van Chalon (?–1630) geboren. Hij werd baljuw van Vianden in Luxemburg.
- Margaretha van Chalon (1566–?). Zij trouwde met Filips de Robles, baron de Billy, heer van Latval.
- René van Chalon (?–1624) werd gouverneur van Hulst. Hij trouwde met Anne de Longin. Dit huwelijk bleef kinderloos.